# هرنان باولو ديلافيوري
هيرنان باولو ديلافيوري (بالإيطالية: Hernán Paolo Dellafiore)‏ (مواليد 2 فبراير 1985 في بوينس آيرس - الأرجنتين) لاعب كرة قدم أرجنتيني إيطالي يلعب حاليا لصالح نادي الدرجة الأولى بارما الإيطالي منذ 2009 في مركز الظهير الأيمن كما يجيد اللعب في مركز قلب الدفاع .

## روابط خارجية
- هرنان باولو ديلافيوري على موقع قاعدة بيانات كرة القدم.إي يو (الإنجليزية)
- هرنان باولو ديلافيوري على موقع Soccerway.com (الإنجليزية)
- هرنان باولو ديلافيوري على موقع عالم كرة القدم.نت (الإنجليزية)